# VoyagerMoinsCher.com
VoyagerMoinsCher.com est un site web français comparateur de prix, spécialisé dans la recherche et la comparaison d’offres de voyages. Ce portail d’accès regroupe les offres de vols, séjours, circuits, croisières, week-ends, hôtels et locations proposés par les principaux voyagistes français présents sur le web, vers plus de 150 pays dans le monde. Ce site non marchand met à la disposition de l’internaute des moteurs de recherche, des méta-moteurs et des sélections d’offres promotionnelles.

## Historique
VoyagerMoinsCher.com a été créé en 2000 par Alexandre Almajeanu, Arnaud Barey et Pierre Brisset. En mars 2007, VoyagerMoinsCher.com lance BilletMoinsCher.com, un méta-moteur qui compare les prix des billets d'avions de plusieurs agences en ligne.
En juillet 2010, VoyagerMoinsCher.com lance un méta-moteur hôtel qui interroge les bases de données des voyagistes et affiche l’ensemble des résultats directement sur une seule page, avec possibilité d’affiner l’affichage par des filtres.
Fin 2007, le groupe PriceMinister rachète VoyagerMoinsCher.com. En juin 2010, le groupe est lui-même racheté par Rakuten, site de commerce japonais.
Le 30 septembre 2015 Liligo Metasearch Technologies rachète VoyagerMoinsCher.com.

## Charte des comparateurs
VoyagerMoinsCher.com est corédacteur et membre cofondateur de la Charte des Sites Internet Comparateurs. Cette charte a été signée sous l’égide de la FEVAD (Fédération du e-commerce et de la vente à distance) et de la Secrétaire d'État chargée de la prospective, de l’évaluation des politiques publiques, et du développement de l'économie numérique, Nathalie Kosciusko-Morizet. En juillet 2012, les 2 sites ont pour la 4e année consécutive passé avec l'audit de la charte des comparateurs et ainsi obtenu le renouvellement de leur label pour un an.

## Quelques chiffres sur VoyagerMoinsCher.com
- Nombre de salariés : 16 (2011)
- Nombre de visiteurs uniques par mois Médiamétrie-estat : 2,5 millions (juillet 2012)
- Nombre visites par jour : autour de 70 000 (2012)
- Nombre d'abonnés à la newsletter : 2,7 millions (septembre 2012)